# Bridgwater
Bridgwater es una localidad de Inglaterra, en la región sudoeste, condado de Somerset. Es cabeza del distrito no metropolitano de Sedgemoor. Cuenta con 35.886 habitantes, según el censo de 2011. Es un importante centro industrial y de transporte para la región.
En 1685 tuvo lugar en las inmediaciones de la localidad la batalla de Sedgemoor, que puso punto final a la Rebelión de Monmouth. 

## Ciudades hermanadas
- La Ciotat, Francia
- Homberg, Alemania
- Uherské Hradiště, República Checa
- Marsa, Malta